# Saint-Bernard-de-Michaudville
Saint-Bernard-de-Michaudville es un municipio de la provincia de Quebec, Canadá. Está ubicado en el municipio regional de condado (MRC) de Les Maskoutains y a su vez, en la región administrativa de Montérégie. Hace parte de las circunscripciones electorales de Richelieu a nivel provincial y de Saint-Hyacinthe−Bagot a nivel federal.

## Geografía
Saint-Bernard-de-Michaudville se encuentra ubicada en las coordenadas 45°50′00″N 73°04′00″O / 45.83333, -73.06667. Según Statistics Canada, tiene una superficie total de 65,49 km² y es una de las 1134 localidades en las que está dividido administrativamente el territorio de la provincia de Quebec.

## Demografía
Según el censo de 2011, había 521 personas residiendo en este municipio con una densidad poblacional de 8 hab./km². Los datos del censo mostraron que de las 486 personas censadas en 2006, en 2011 hubo un aumento poblacional de 35 habitantes (7,2%). El número total de inmuebles particulares resultó de 221 con una densidad de 3,38 inmuebles por km². El número total de viviendas particulares que se encontraban ocupadas por residentes habituales fue de 203.